# Polyoppia magnum
Polyoppia magnum är en kvalsterart som först beskrevs av Sellnick 1924.  Polyoppia magnum ingår i släktet Polyoppia och familjen Oppiidae. Inga underarter finns listade i Catalogue of Life.